# Yaqui Núñez del Risco
Pedro Antonio Yaqui Núñez del Risco, mejor conocido como Yaqui Núñez del Risco (4 de mayo de 1939, Santiago - 8 de septiembre de 2014, Santo Domingo) fue un locutor, presentador, maestro de ceremonias, compositor y productor de televisión dominicano.
Núñez inició su carrera como locutor aficionado en emisoras locales y como cronista de varios periódicos en los años 50. Más tarde, como profesional del micrófono, sustituyó a locutores experimentados de su pueblo.
Es reconocido como uno de los principales comunicadores dominicanos. Junto a su amigo y alter ego Freddy Beras-Goico inició una nueva era de radio y televisión en el país en los años 60 y 70. Más adelante se integró junto a Freddy al programa meridiano "El show del medio día", donde consolidó su carrera como presentador de televisión, en la década de los 70. Luego en solitario desarrolló su proyecto de programa "Otra vez con Yaqui".
Se retiró de los medios de comunicación por problemas de salud.

## Primeros años
Yaqui Núñez nació en la ciudad de Santiago de los Caballeros el 4 de mayo de 1939, hijo de Pedro Julio Núñez, gerente de ventas y Zoila Margarita "Margót" del Risco, declamadora, quienes procrearon además a Frank Núñez del Risco, quien laboró por muchos años en el área de entretenimiento del Hotel Sheraton (Fallecido) y el también productor de TV, promotor artístico y mánager de Milly Quezada, Pedrito Pedro Núñez del Risco. 
Al poco tiempo se trasladó junto a su familia a San Francisco de Macorís donde vivió su adolescencia hasta que emigró a Santo Domingo, a estudiar derecho en la Universidad Autónoma de Santo Domingo. También, fuera del país, realizó cursos de relaciones públicas, propaganda, y periodismo en el Instituto de Formación Demócrata Cristiana (lFEDEC) en Caracas, Venezuela y en la Fundación Konrad Adenauer, en Alemania.
Varios años después, volvió a Santiago, donde trabajó como profesor de publicidad en la Pontificia Universidad Católica Madre y Maestra.

## Carrera
En San Francisco de Macorís, a los quince años se inició como cronista deportivo en el periódico La Nación y como editor de espectáculos en el periódico El Sol. También, hizo de locutor aficionado en emisoras radiales de la ciudad, ante la ausencia de los locutores de turno. 
Después de haber terminado sus estudios, regresó a Santo Domingo para establecerse como comunicador e inició un programa de televisión junto al músico dominicano Rafael Solano llamado "Letra y Música" transmitido por Radio Televisión Dominicana, luego con Freddy Beras-Goico en el programa "Nosotros a las ocho". 
Manteniendo relaciones laborales con Beras-Goico, Núñez decidió incursionar junto a éste en un programa que llevaba ya una década en el aire, "El Show del Mediodía", donde permaneció por varios años. También produjo el popular programa "Otra vez con Yaqui" y una serie de programas como: "De noche", "Diario vivir", "El tiempo pasa", "Comida y comidilla", "Global y local", "Chiqui show", "La alegría del país", "La vida es una feria", "En hora buena con Yaqui" y "Buen provecho", entre otros. 
Como compositor, Yaqui Núñez fue autor de innumerables canciones grabadas por artistas como Fernando Villalona (Compañera, Paloma, La Reina), Anthony Ríos (Fuera de tiempo), Sonia Silvestre (Hoy me siento así) Cecilia García (Hola nuevo día), Johnny Ventura (Mamá Tingó), Toño Rosario (Yo soy Toño), Milly Quezada (Cuando no estás, La mujer de hoy), Félix D´Oleo (Hoy somos una canción), entre muchas otras grabadas por Dioni Fernández, Aníbal Bravo, Wilfrido Vargas, etc.
En diciembre de 1990 fue designado gobernador del Aeropuerto Internacional de las Américas, donde realizó una labor de adecentamiento y reorganización que sentó las bases de funcionalidad que registra ese espacio hoy, convertido por él en un centro de exposición plástica, folclor y cultura a través de distintos proyectos en alianza con el Museo de Arte Moderno, el Instituto del Folklore y Dagoberto Tejeda, etc. En el 1994 y a petición del presidente de la República Joaquín Balaguer, fue candidato a senador por el Distrito Nacional. Fue director de los Consejos consultivos de los Dominicanos en el Exterior (Condex) y asesor del Senado de la República.
En 2004, después de varios años fuera de los medios de comunicación regresó a la televisión con el programa "En resumidas cuentas".
Fue productor de programas de radio. El último fue "Aquí Yaqui" junto a su esposa Susana Silfa, durante los primeros años de la década del 2000. Además produjo otro programa llamado" Salud, Dinero y Amor".
Además de su incursión en radio y televisión, Yaqui también fungió como columnista de los periódicos Hoy, El Nacional y Listín Diario.
Núñez se mantuvo en los medios de comunicación dominicanos hasta su forzado retiro a finales de 2008.

## Vida personal
Núñez estuvo casado en cuatro ocasiones. Con  Violeta Yangüela (4 hijos), Sonia Silvestre, Yamel Mejía (2) y Susana Silfa y tuvo una relación con Vilma Villanueva (1 hija). Tuvo siete hijos en total.
Uno de sus hijos Yaqui Núñez-del Risco Mejía es un publicista y experto en tecnología. Su hermano Pedro Núñez es  productor artístico y mánager de la cantante Milly Quezada. Era primo-hermano del publicista y escritor René del Risco (fallecido), y tío del cantautor Pavel Núñez.

### Salud y fallecimiento
El 1 de diciembre de 2008, Núñez le dio un derrame cerebral mientras se encontraba viendo televisión en su residencia. Fue puesto de inmediato en la unidad de cuidados intensivos en el Centro de Medicina Avanzada y Telemedicina Cedimat. El 16 de diciembre de 2008, se anunció que Núñez fue sacado de cuidados intensivos y que estaba respondiendo satisfactoriamente. El 29 de diciembre, se informó que Núñez había sido dado de alta de Cedimat
El 28 de febrero de 2009, Núñez fue enviado a Miami a recibir tratamiento. En junio de 2009 se reportó que Núñez habría vuelto a su residencia en Santo Domingo.
Yaqui Nuñez falleció en Santo Domingo el 8 de septiembre de 2014.

## Reconocimientos
- En 2004, fue reconocido con un Casandra al Mérito.
- En mayo de 2005, fue reconocido en los Premios Quisqueya en Union City, Nueva Jersey.[13]
- El 22 de noviembre de 2010, fue reconocido por la Unión Nacional de Artistas y Afines de República Dominicana (Unared).[14]
- En marzo de 2011, el gobierno dominicano lo declaró Gloria Nacional de la Comunicación.
- El 6 de junio de 2013, fue declarado Profesor Honorario por la Universidad Autónoma de Santo Domingo.[15]